# Skeletons (album)
Skeletons es el cuarto y último álbum de estudio de la banda de metal alternativo Nothingface. Fue lanzado el 22 de abril de 2003 por TVT Records siendo también el segundo y último disco de la banda lanzado bajo este sello. El álbum mezcla elementos de Thrash metal y Hardcore.

## Lista de canciones
Todas las canciones escritas por Matt Holt e interpretadas por Nothingface

| N.º | Título                     | Duración |  |
| 1.  | «Machination»              | 4:00     |  |
| 2.  | «Beneath»                  | 3:33     |  |
| 3.  | «Murder Is Masturbation»   | 3:55     |  |
| 4.  | «Ether»                    | 3:43     |  |
| 5.  | «I Wish I Was a Communist» | 4:03     |  |
| 6.  | «In Avernus»               | 3:28     |  |
| 7.  | «Patricide»                | 3:56     |  |
| 8.  | «Here Come the Butcher»    | 2:59     |  |
| 9.  | «I Am Him»                 | 4:05     |  |
| 10. | «Sccision»                 | 3:06     |  |
| 11. | «Big Fun at the Gallow»    | 3:56     |  |
| 12. | «Incarnadine»              | 3:45     |  |
| 13. | «All Cut Up»               | 3:38     |  |

| Skeletons Sampler |                         |          |  |
| N.º               | Título                  | Duración |  |
| 1.                | «Ether»                 | 3:32     |  |
| 2.                | «Beneath»               |          |  |
| 3.                | «Here Come the Butcher» | 2:58     |  |

## Sencillos
Ether
Género : Nu metal
Lanzamiento : 2003

## Personal
Matt Holt - vocalista
Tom Maxwell - guitarrista
Bill Gaal - bajista
Tommy Sickles - baterista